# Piscop
Piscop és un municipi francès, situat al departament de Val-d'Oise i a la regió d'Illa de França. L'any 2007 tenia 688 habitants.
Forma part del cantó de Domont, del districte de Sarcelles i de la Comunitat d'aglomeració Plaine Vallée.

## Demografia

### Població
El 2007 la població de fet de Piscop era de 688 persones. Hi havia 232 famílies, de les quals 40 eren unipersonals (20 homes vivint sols i 20 dones vivint soles), 60 parelles sense fills, 100 parelles amb fills i 32 famílies monoparentals amb fills.
La població ha evolucionat segons el següent gràfic:
Habitants censats

### Habitatges
El 2007 hi havia 254 habitatges, 235 eren l'habitatge principal de la família, 8 eren segones residències i 11 estaven desocupats. 231 eren cases i 21 eren apartaments. Dels 235 habitatges principals, 197 estaven ocupats pels seus propietaris, 25 estaven llogats i ocupats pels llogaters i 13 estaven cedits a títol gratuït; 9 tenien dues cambres, 35 en tenien tres, 50 en tenien quatre i 141 en tenien cinc o més. 179 habitatges disposaven pel capbaix d'una plaça de pàrquing. A 80 habitatges hi havia un automòbil i a 141 n'hi havia dos o més.

### Piràmide de població
La piràmide de població per edats i sexe el 2009 era:
| Homes | Edats   | Dones |
| ----- | ------- | ----- |
| 0     | 95 o +  | 0     |
| 0     | 90 a 94 | 0     |
| 4     | 85 a 89 | 0     |
| 0     | 80 a 84 | 0     |
| 8     | 75 a 79 | 16    |
| 4     | 70 a 74 | 12    |
| 12    | 65 a 69 | 8     |
| 12    | 60 a 64 | 20    |
| 16    | 55 a 59 | 20    |
| 36    | 50 a 54 | 16    |
| 28    | 45 a 49 | 40    |
| 28    | 40 a 44 | 32    |
| 24    | 35 a 39 | 32    |
| 16    | 30 a 34 | 16    |
| 20    | 25 a 29 | 8     |
| 20    | 20 a 24 | 24    |
| 24    | 15 a 19 | 40    |
| 12    | 10 a 14 | 12    |
| 20    | 5 a 9   | 28    |
| 12    | 0 a 4   | 16    |

## Economia
El 2007 la població en edat de treballar era de 490 persones, 369 eren actives i 121 eren inactives. De les 369 persones actives 330 estaven ocupades (182 homes i 148 dones) i 39 estaven aturades (16 homes i 23 dones). De les 121 persones inactives 28 estaven jubilades, 60 estaven estudiant i 33 estaven classificades com a «altres inactius».

### Ingressos
El 2009 a Piscop hi havia 236 unitats fiscals que integraven 683 persones, la mediana anual d'ingressos fiscals per persona era de 27.128 €.

### Activitats econòmiques
Dels 70 establiments que hi havia el 2007, 1 era d'una empresa alimentària, 3 d'empreses de fabricació d'altres productes industrials, 6 d'empreses de construcció, 21 d'empreses de comerç i reparació d'automòbils, 2 d'empreses de transport, 7 d'empreses d'hostatgeria i restauració, 1 d'una empresa d'informació i comunicació, 4 d'empreses financeres, 4 d'empreses immobiliàries, 14 d'empreses de serveis, 4 d'entitats de l'administració pública i 3 d'empreses classificades com a «altres activitats de serveis».
Dels 12 establiments de servei als particulars que hi havia el 2009, 2 eren tallers de reparació d'automòbils i de material agrícola, 2 paletes, 2 fusteries, 3 lampisteries i 3 restaurants.
Dels 5 establiments comercials que hi havia el 2009, 1 era un hipermercat, 1 una botiga de menys de 120 m², 1 una fleca, 1 una sabateria i 1 una botiga de mobles.
L'any 2000 a Piscop hi havia 7 explotacions agrícoles.

## Equipaments sanitaris i escolars
El 2009 hi havia una escola elemental. Piscop disposava d'un col·legi d'educació secundària amb 200 alumnes.

## Poblacions més properes
El següent diagrama mostra les poblacions més properes.